# Danh sách di tích ngoài Kinh thành Huế
Di tích ngoài Kinh thành Huế bao gồm các di tích quan trọng có từ thời nhà Nguyễn hoặc xa hơn là từ thời các chúa Nguyễn nó mang nhiều chức năng, phục vụ cho các mục đích khác nhau. Có cùng một đặc điểm là thuộc hệ thống di sản văn hóa Huế.

## Hoàn cảnh ra đời
Với địa thế của mình, Huế đã được các chúa Nguyễn chọn làm nơi xây dựng các công trình thủ phủ nhằm xây dựng cơ sở cho mình trong cuộc nội chiến kéo dài. Trong suốt thời gian tồn tại của mình, họ đã xây dựng nhiều công trình với mục đích chính trị như các Thủ phủ: Phủ Phước Yên, Phủ Kim Long, Phủ Bác Vọng, Phủ Phú Xuân lần thứ nhất và Đô thành Phú Xuân, hay tâm linh như các chùa chiền như chùa Thiên Mụ và một loạt các lăng tẩm của các chúa... Một số công trình thời này về sau đã bị nhà Tây Sơn tàn phá.
Khi nhà Tây Sơn lấy Phú Xuân từ các chúa Nguyễn, họ cũng đã thiết lập được một số công trình của mình đơn cửa là các lăng mộ của vua Quang Trung. Nhưng dấu vết để lại không rõ nét lắm vì những công trình trên về sau bị nhà Nguyễn tàn phá và nhà Tây Sơn tồn tại quá ngắn ngủi.
Khi thắng Tây Sơn và chọn Huế xây dựng làm kinh đô, vua Gia Long đã cho xây dựng một dạng kinh đô có tính phòng thủ: xây dựng một loạt tường thành, cung điện, công sở, đồn lũy ở bờ bắc sông Hương như Kinh Thành cùng với các phòng, bộ nha viện trong kinh thành, các công trình phòng thủ quân sự dọc bờ nước sông Hương, sông Hộ Thành và cửa biển Thuận An. Các công trình trên được xây dựng theo lối kiến trúc truyền thống của Huế, kết hợp với kiểu mẫu bố trí từ Trung Quốc và kỹ thuật quân sự, xây tường thành theo lối Vauban từ các nước phương Tây đồng thời tuân thủ theo nguyên tắc địa lý phong thủy phương Đông Ngoài các công trình trong Kinh thành Huế, Hoàng thành Huế, Tử cấm thành (Huế), nhà Nguyễn còn cho xây dựng nhiều công trình ở các khu vực lân cận với nhiều mục đích khác nhau như: phục vụ giáo dục như Văn Miếu, Võ Miếu, Quốc Tử Giám, Trường Thi...; ngoại giao như Thượng Bạc Viện và giải trí như Hổ Quyền. Cũng trong khoảng thời gian này, Huế đã tự hình thành cho mình một phong cách xây dựng lăng tẩm riêng theo phong cách triết học có sự chi phối của phong thủy địa lý, kết hợp phong cách nhà vườn Huế với phong cách cung đình Huế như ở các khu lăng tẩm tiêu biểu của vua Gia Long, Minh Mạng, Thiệu Trị, Tự Đức, Dục Đức và Đồng Khánh. Ngoài các công trình trên, giai đoạn này cũng là giai đoạn nhiều chùa quán, đền miếu được xây dựng trùng tu với bốn ngôi quốc tự Thiên Mụ, Giác Hoàng, Diệu Đế, Thánh Duyên và quốc quán Linh Hựu cùng với nhiều chùa chiến đền miếu nhỏ khác. Việc này đã hình thành thiền kinh của Phật giáo Việt Nam thế kỷ thứ 19 

## Các di tích quan trọng

### Khác

#### Trấn Bình đài
Trấn Bình đài nằm ở vị trí Đông Bắc kinh thành Huế bên ngoài cửa Trấn Bình được xây dựng năm Gia Long thứ 4 (1805), lúc đầu gọi là đài Thái Bình, đến năm Minh Mạng thứ 13 (1832) đổi thành Trấn Bình đài, dân gian gọi là đồn Mang Cá. Đây là cái pháo đài thứ 25 của Kinh thành Huế, một thành phụ của Kinh thành, cách thành chính chỉ một đoạn hào chung.

#### Phu Văn Lâu

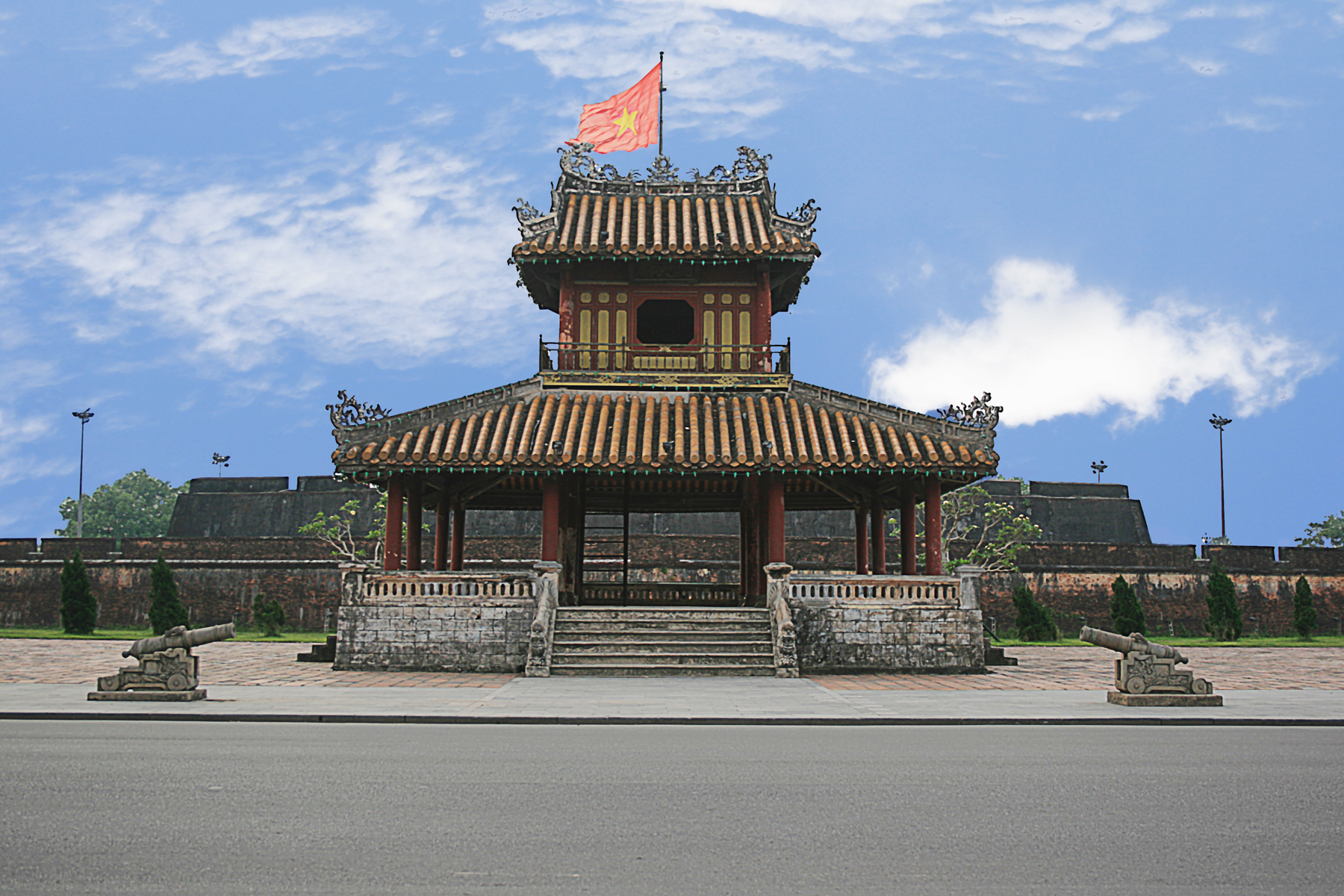
Phu Văn Lâu

Phu Văn Lâu nằm trên trục chính của Hoàng thành Huế phía trước Kỳ Đài, được xây dựng vào năm 1819 dưới thời vua Gia Long, dùng làm nơi niêm yết những chỉ dụ quan trọng của nhà vua và triều đình, hoặc kết quả các kỳ thi do triều đình tổ chức. Năm 1829, vua Minh Mạng dùng nơi đây làm địa điểm tổ chức cuộc đấu giữa voi và hổ, năm 1830 ông lại tổ chức cuộc vui chơi yến tiệc suốt 3 ngày để mừng sinh nhật của mình.

#### Tòa Thương Bạc

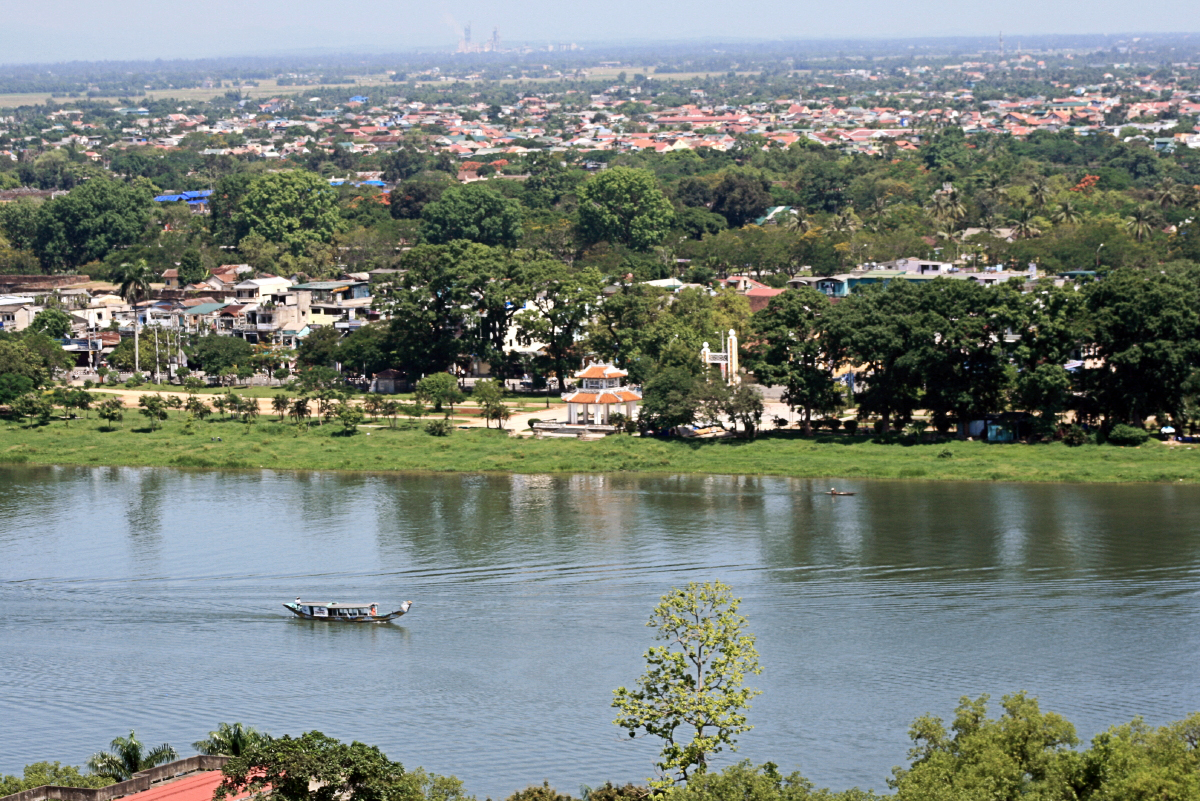
Toà Thương Bạc

Tòa Thương Bạc tọa lạc bên bờ Nam sông Hương, bên ngoài cổng Thượng Tứ được vua Tự Đức cho xây dựng năm 1936, tại vị trí hiện nay, cách vị trí Thương Bạc Viện cũ khoảng 100m để ghi nhớ di tích Thương Bạc Viện. Đây là trụ sở để đón tiếp các sứ thần nước ngoài. Công trình này được xây bằng vật liệu mới như xi măng, sắt thép; mặt nền hình bát giác, mái chia 2 tầng lợp ngói lưu ly, cấu trúc thanh nhã, hài hòa với cảnh vật xung quanh. 

#### Văn miếu

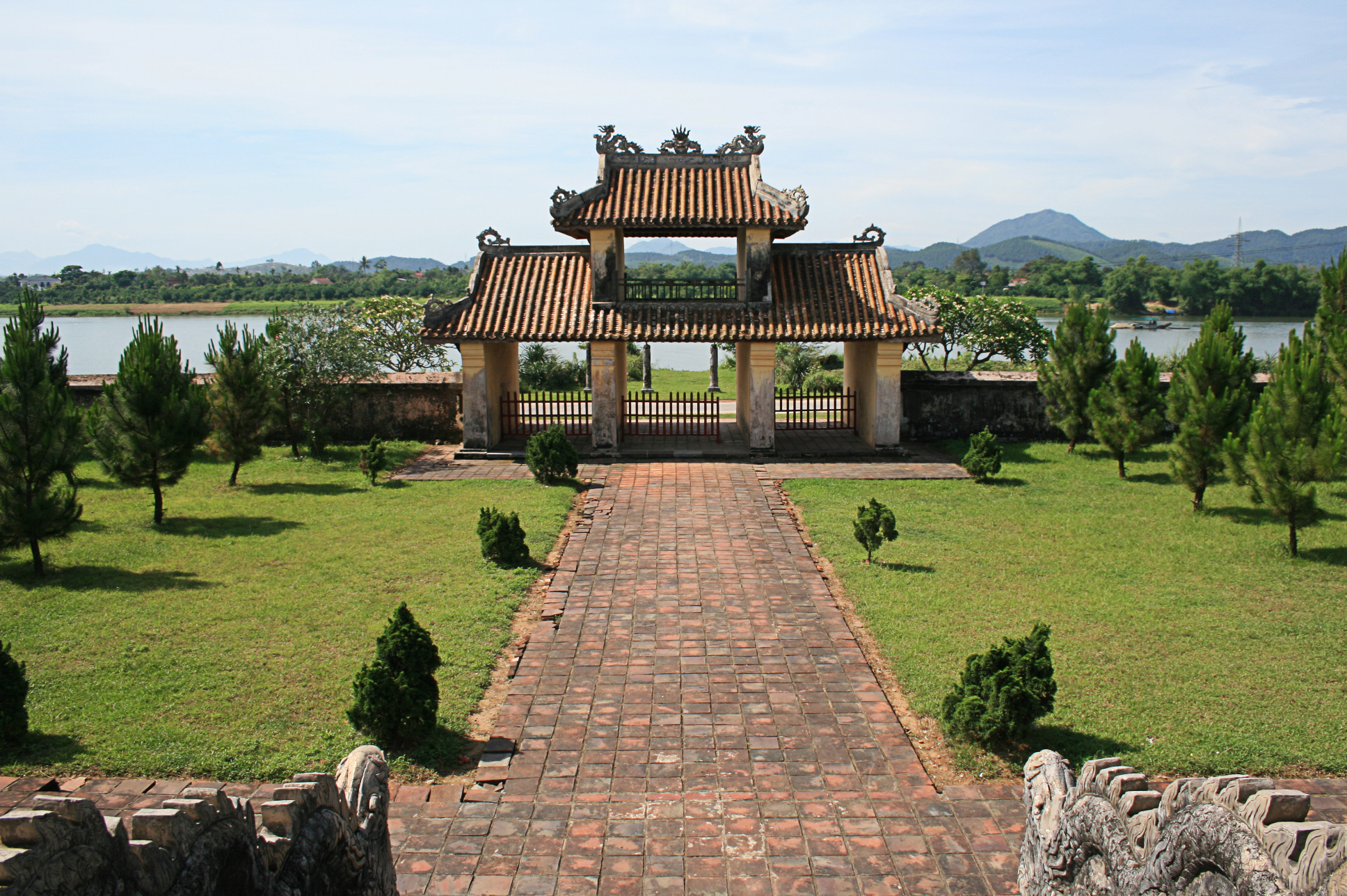
Văn Miếu Huế

Văn Miếu còn gọi là Văn Thánh Miếu là nơi thờ Khổng Tử và dựng bia tiến sĩ. Miếu được chính thức xây dựng vào năm 1808 dưới triều vua Gia Long và có quy mô uy nghi đồ sộ, nằm bên bờ sông Hương, thuộc địa phận thôn An Bình, làng An Ninh, phía Tây Kinh thành Huế. 

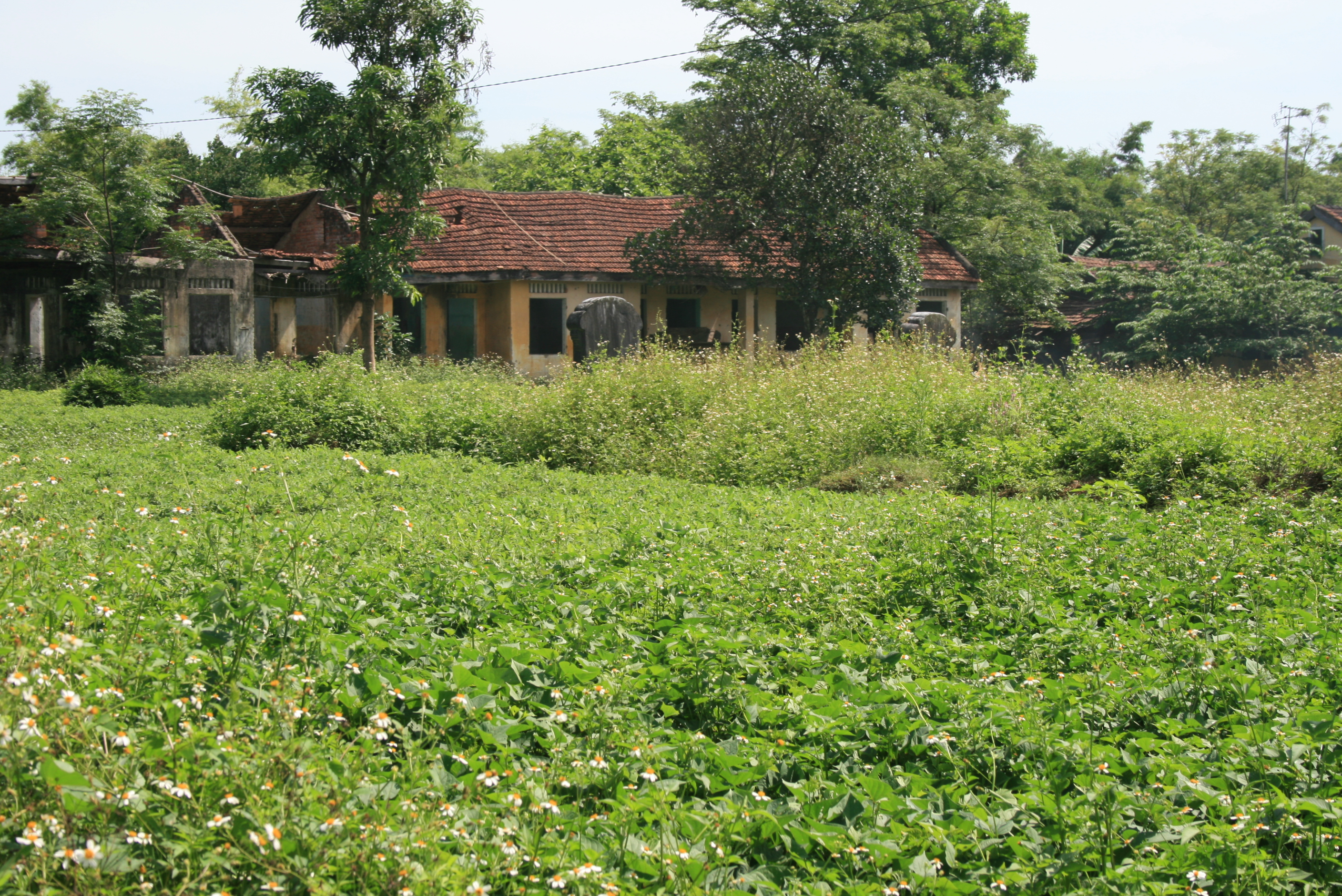
Võ Miếu Huế

#### Võ Miếu
Võ Miếu hay Võ Thánh miếu tại Huế được khởi công xây dựng từ tháng 9 năm Ất Mùi (1835) thời Minh Mạng tại làng An Ninh thuộc huyện Hương Trà, phía bên trái Văn Miếu, trước mặt là sông Hương. Đây là nơi thờ phụng và ghi danh những danh tướng Việt Nam, những tiến sĩ đỗ trong 3 khoa thi võ dưới triều Nguyễn, đây còn là nơi thờ một số danh tướng Trung Quốc. 

#### Đàn Nam Giao

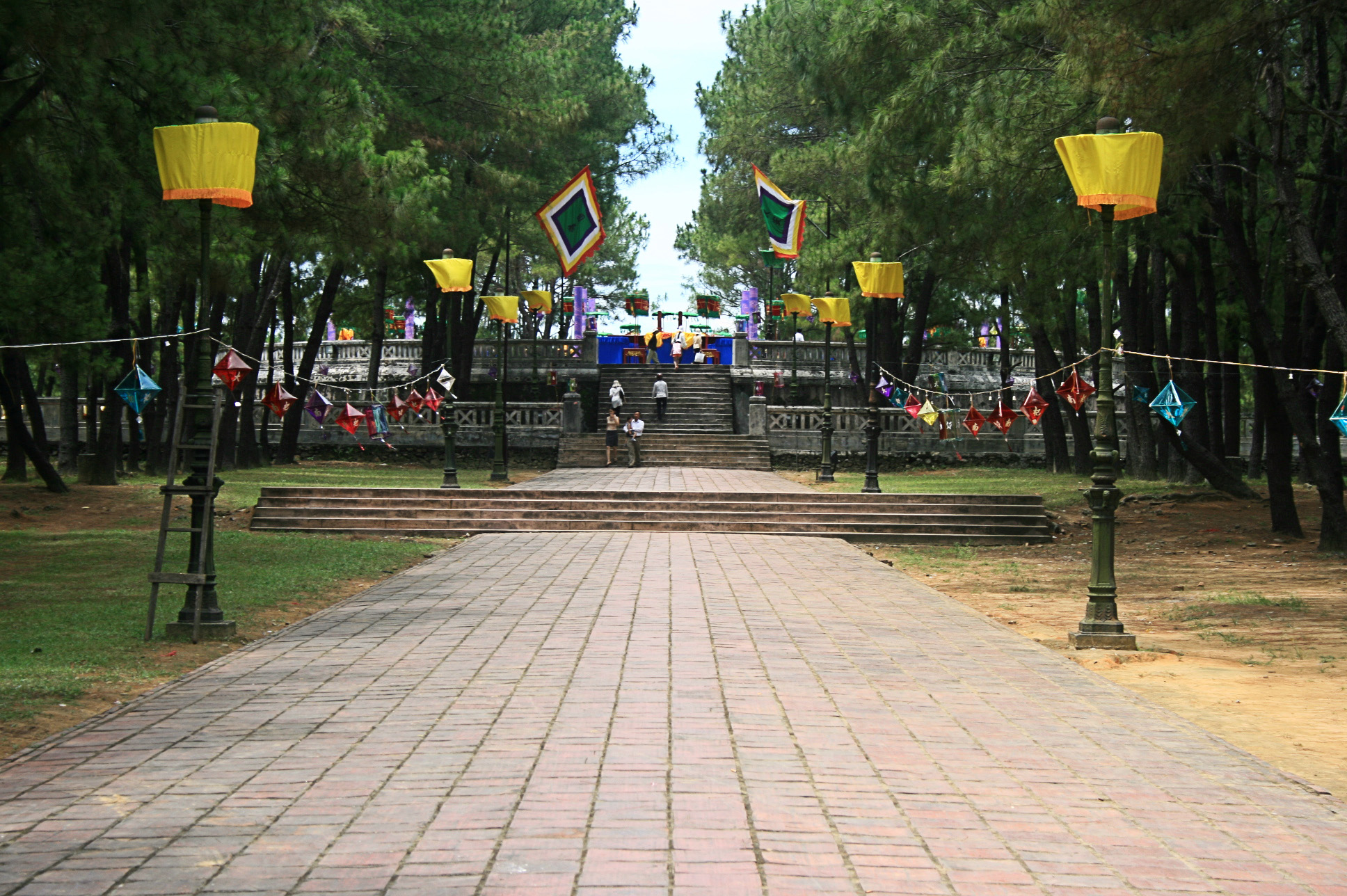
Đàn Nam Giao tại Huế

Đàn Nam Giao triều Nguyễn được xây dựng vào năm 1803, đặt tại làng An Ninh, thời vua Gia Long. Năm 1806, đàn được dời về phía nam của kinh thành Huế, trên một quả đồi lớn thuộc làng Dương Xuân, nay thuộc địa phận phường Trường An, thành phố Huế. Đây là nơi các vua Nguyễn tế trời.

#### Hổ Quyển

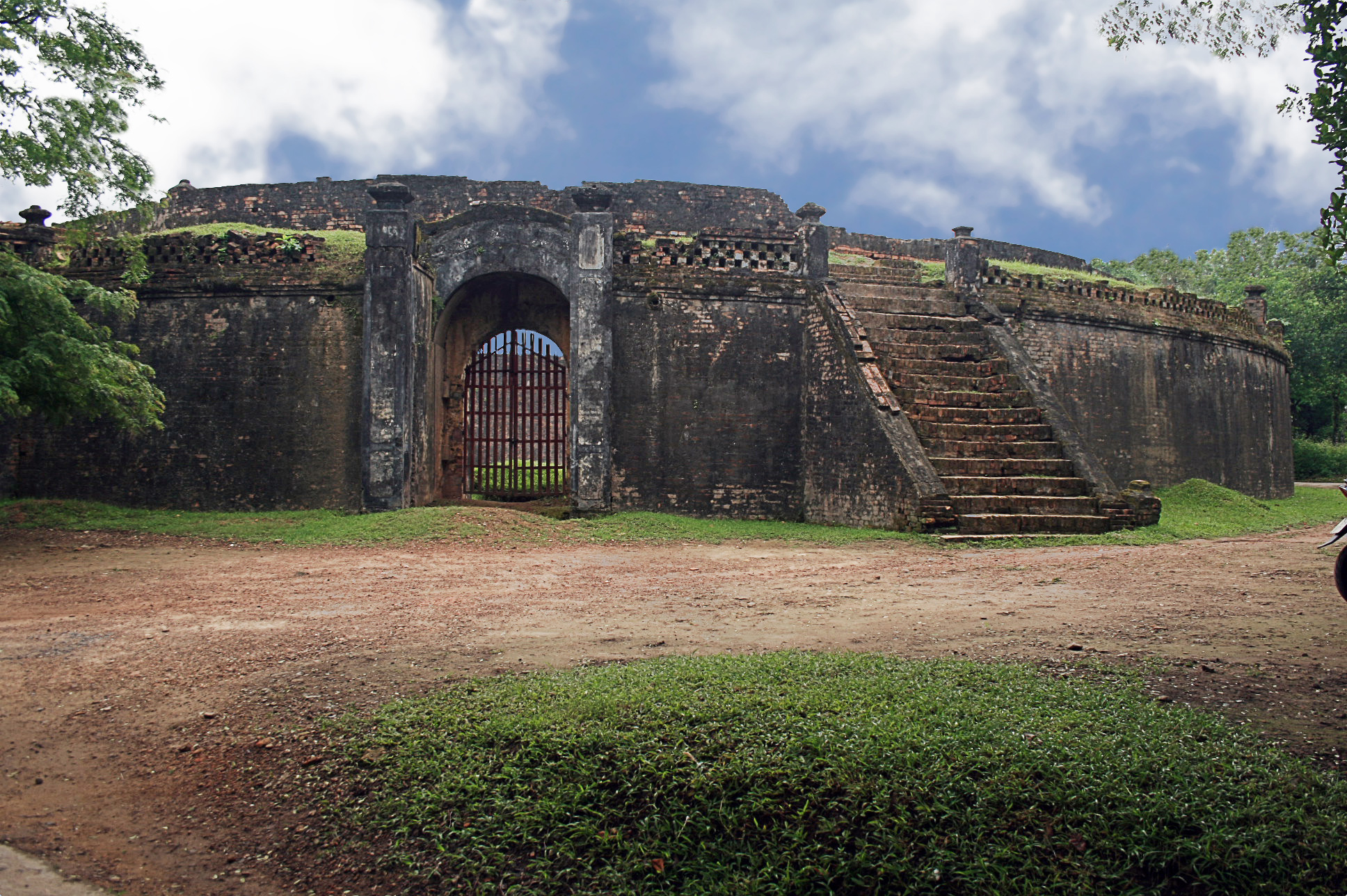
Hổ Quyển Huế

Hổ Quyền còn đọc là Hổ Khuyên tọa lạc tại địa phận thôn Trường Đá, xã Thủy Biều, thành phố Huế; được xây dựng năm Minh Mạng thứ 11 (1830), là một chuồng nuôi hổ và là một đấu trường độc đáo. Dưới triều Nguyễn đây là đấu trường của những cuộc tử chiến giữa voi và hổ nhằm tế thần trong ngày hội và phục vụ nhu cầu giải trí tiêu khiển cho vua, quan lại và người dân.

#### Điện Voi Ré

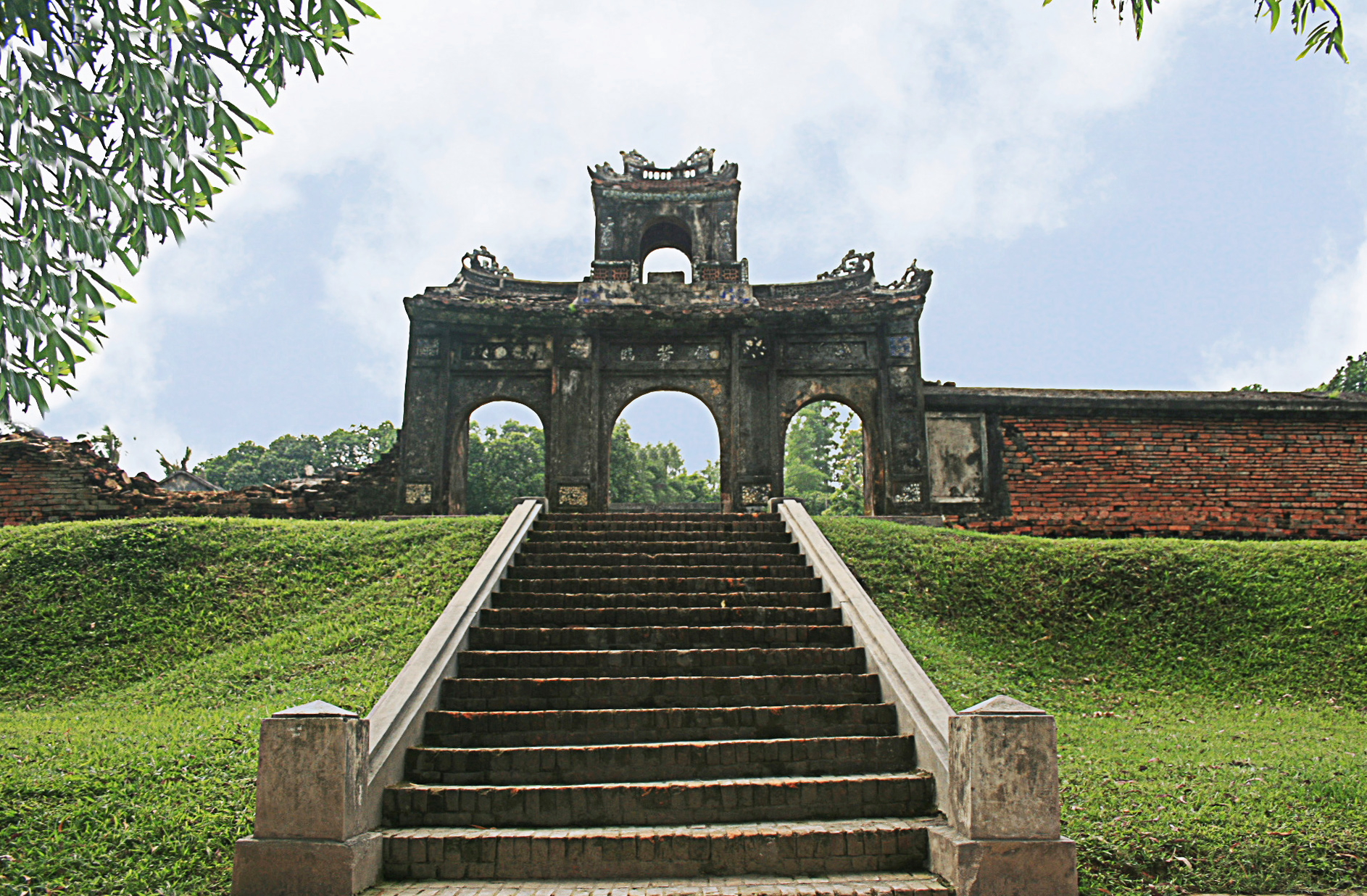
Điện Voi Ré

Điện Voi Ré nằm cách trung tâm thành phố Huế khoảng 5 km về phía Tây-Nam, cách Hổ Quyền khoảng 400m, trên địa phận thôn Trường Đá thuộc xã Thủy Biều, thành phố Huế. Tương truyền, dưới thời Trịnh - Nguyễn phân tranh, nhân dân địa phương đã làm lễ an táng, xây mộ cho một con voi của một dũng tướng chết trận, gọi là mộ Voi Ré. Sau khi lên ngôi, vua Gia Long đã cho xây dựng bên cạnh mộ con voi một ngôi điện thờ với tên gọi là Long Châu Miếu để thờ các vị thần bảo vệ và miếu thờ bốn con voi dũng cảm nhất trong chiến trận của triều Nguyễn. Từ truyền thuyết và sự kiện lịch sử như vậy, dân gian quen gọi ngôi miếu này là điện Voi Ré.

#### Điện Hòn Chén
Bản mẫu:Mainn

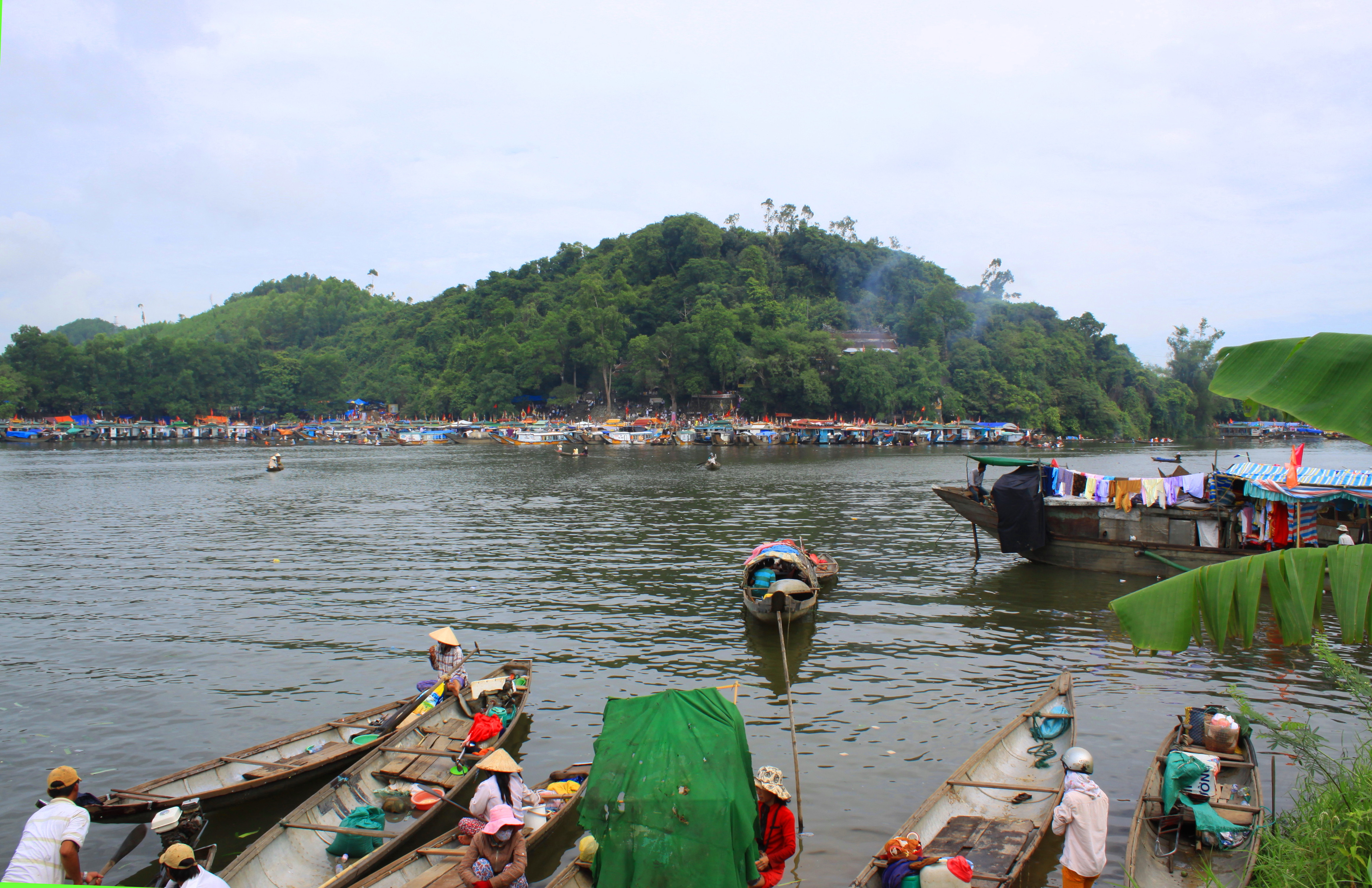
Điện Hòn Chén

Điện Hòn Chén tọa lạc trên núi Ngọc Trản, thuộc làng Ngọc Hồ, xã Hương Hồ, thị xã Hương Trà, thành phố Huế. Núi Ngọc Trản xưa có tên là Hương Uyển Sơn, sau mới đổi tên là Ngọc Trản (có nghĩa là chén ngọc), dân gian vẫn quen gọi là Hòn Chén vì nó ngay ngắn tròn trĩnh như hình chén úp. Cũng vì vậy, người ta quen gọi ngôi điện thờ Thánh mẫu tọa lạc giữa lưng chừng núi là điện Hòn Chén. Điện Hòn Chén là nơi ngày xưa người Chàm thờ nữ thần PoNagar, sau đó người Việt theo Thiên Tiên Thánh Giáo tiếp tục thờ bà dưới xưng Thánh Mẫu Thiên Y A Na.

#### Chùa Thiên Mụ

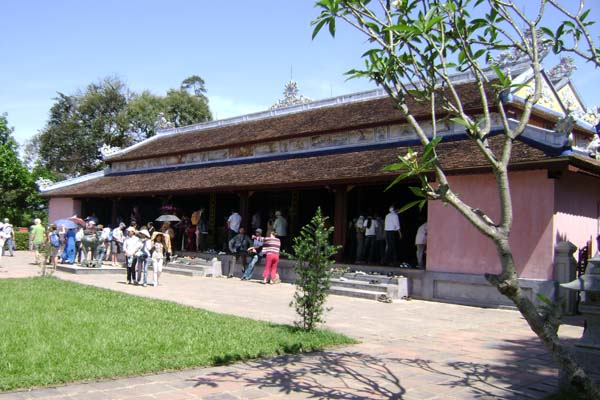
Chùa Thiên Mụ

Chùa Thiên Mụ là một ngôi chùa nằm trên đồi Hà Khê, tả ngạn sông Hương, cách trung tâm thành phố Huế khoảng 5 km về phía tây. Chùa Thiên Mụ chính thức khởi lập năm Tân Sửu (1601), đời chúa Tiên Nguyễn Hoàng vị chúa Nguyễn đầu tiên ở Đàng Trong. Đây có thể nói là ngôi chùa cổ nhất của Huế.

#### Trấn Hải Thành
Trấn Hải Thành (Thành trấn giữ mặt biển) là một thành lũy dùng để bảo vệ kinh đô triều Nguyễn được xây dựng ở cửa ngỏ Phía Đông kinh thành Huế, cách đó 10 km đường sông và 13 km đường bộ. Cửa biển này người ta gọi là yêu Hải Môn - hay Cửa Eo (Cửa Lấp). Năm 1813, Gia Long cho xây dựng Trấn Hải Đài và đổi tên Cửa Eo thành Cửa Thuận An. Đến năm 1834, vua Minh Mạng cho đổi tên Trấn Hải đài ra Trấn Hải thành. 

#### Nghênh Lương Đình

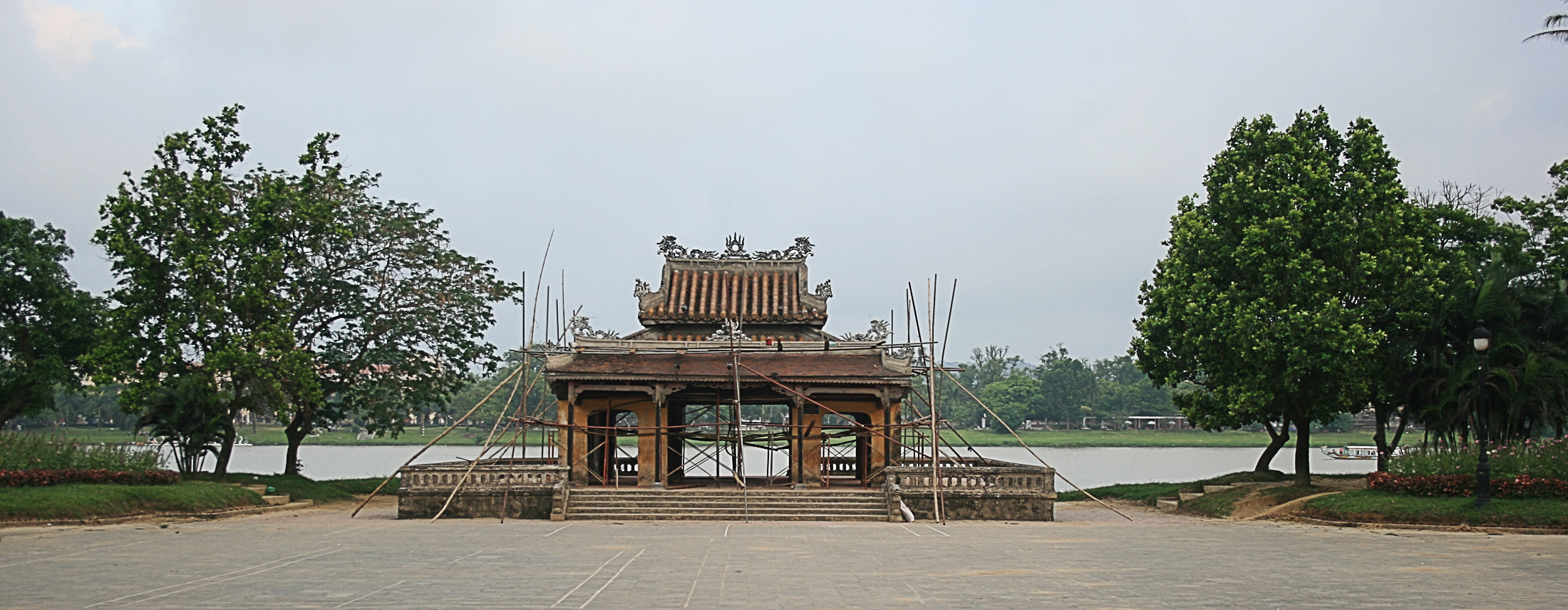
Nghênh Lương Đình

Nghênh Lương Đình hay Nghênh Lương Tạ là một công trình nằm trên trục dọc từ Kỳ đài ra đến Phu Văn Lâu được xây dựng dưới triều vua Tự Đức thứ 5 (1852), dùng làm nơi nghỉ chân của nhà vua trước khi đi xuống bến sông để lên thuyền rồng hoặc làm nơi hóng mát.

#### Cung An Định

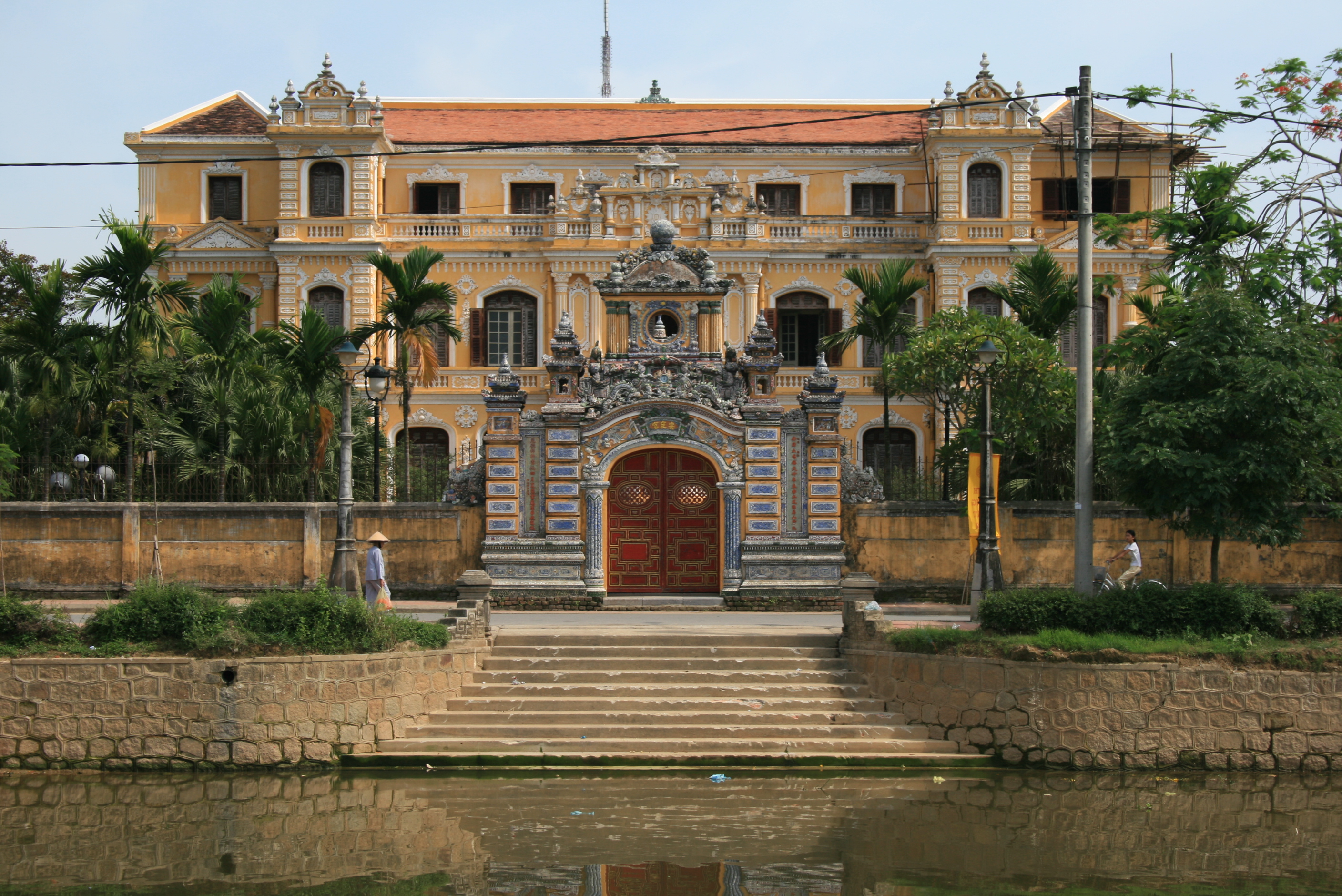
An Định Cung

Cung An Định tọa lạc bên bờ sông An Cựu, xưa thuộc phường Đệ Bát - Thị xã Huế, nay tại số 97 đường Phan Đình Phùng, Thành phố Huế, là cung điện riêng của vua Khải Định từ khi còn là thái tử đến khi làm vua, sau này được Vĩnh Thuỵ thừa kế và từng sống ở đây sau khi thoái vị.